# فرشته (ترانه)
«فرشته» (به آلمانی: Engel)، ترانه‌ای از آلبوم اشتیاق گروه آلمانی رامشتاین است. این ترانه اولین تک‌آهنگ آلبوم اشتیاق است.

## ضبط
خواننده زن این ترانه کریستین هبلد از گروه پاپ بوبو در خانه‌های سفید چوبی (به انگلیسی: Bobo in White Wooden Houses) است.

## موزیک ویدئو
به نظر می‌آید که صحنه‌هایی از موزیک ویدئو این ترانه به فیلم از گرگ و میش تا سحر ارتباط دارد.